# Scirtothrips citri
Scirtothrips citri är en insektsart som först beskrevs av Dudley Moulton 1909.  Scirtothrips citri ingår i släktet Scirtothrips och familjen smaltripsar. Inga underarter finns listade i Catalogue of Life.